# The Best of Both Worlds (album Van Halen)
The Best of Both Worlds – drugi album kompilacyjny amerykańskiej grupy Van Halen wydany 2004. Na albumie znajdują się trzy nowe piosenki.

## Lista piosenek
Dysk 1
1. "Eruption" (Michael Anthony, David Lee Roth, Eddie Van Halen, Alex Van Halen) – 1:43 (z albumu Van Halen)
2. "It’s About Time" (Sammy Hagar, Van Halen, Van Halen) – 4:15
3. "Up for Breakfast" (Hagar, Van Halen, Van Halen) – 4:57
4. "Learning to See" (Hagar, Van Halen, Van Halen) – 5:15
5. "Ain’t Talkin’ ’Bout Love" (Anthony, Roth, Van Halen, Van Halen) – 3:48
6. "Finish What Ya Started" – 4:24
7. "You Really Got Me" (Ray Davies) – 2:38
8. "Dreams" (Anthony, Hagar, Van Halen, Van Halen) – 4:53
9. "Hot for Teacher" (Anthony, Roth, Van Halen, Van Halen) – 4:43
10. "Poundcake" (Anthony, Hagar, Van Halen, Van Halen) – 5:20
11. "And the Cradle Will Rock..." (Anthony, Roth, Van Halen, Van Halen) – 3:34
12. "Black and Blue" (Anthony, Hagar, Van Halen, Van Halen) – 5:27
13. "Jump" (Anthony, Roth, Van Halen, Van Halen) – 4:04
14. "Top of the World" (Anthony, Hagar, Van Halen, Van Halen) – 3:54
15. "(Oh) Pretty Woman" (William Dees, Roy Orbison) – 2:53
16. "Love Walks In" (Anthony, Hagar, Van Halen, Van Halen) – 5:11
17. "Beautiful Girls" (Anthony, Roth, Van Halen, Van Halen) – 3:57
18. "Can't Stop Lovin' You" (Anthony, Hagar, Van Halen, Van Halen) – 4:08
19. "Unchained" (Anthony, Roth, Van Halen, Van Halen) – 3:29

Dysk 2
1. "Panama" (Anthony, Roth, Van Halen, Van Halen) – 3:32
2. "Best of Both Worlds" (Anthony, Hagar, Van Halen, Van Halen) – 4:49
3. "Jamie's Cryin'" (Anthony, Roth, Van Halen, Van Halen) – 3:30
4. "Runaround" (Anthony, Hagar, Van Halen, Van Halen) – 4:20 (z albumu For Unlawful Carnal Knowledge) – 4:42
5. "Why Can't This Be Love?" (Anthony, Hagar, Van Halen, Van Halen) – 3:48
6. "Runnin' With the Devil" (Anthony, Roth, Van Halen, Van Halen) – 3:36
7. "When It's Love" (Anthony, Hagar, Van Halen, Van Halen) – 5:38
8. "Dancing in the Street" (Marvin Gaye, Ivy Hunter, William Stevenson) – 3:45
9. "Strung Out/Not Enough" (Anthony, Hagar, Van Halen, Van Halen) – 6:48
10. "Feels So Good" (Anthony, Hagar, Van Halen, Van Halen) – 4:32
11. "Right Now" (Anthony, Hagar, Van Halen, Van Halen) – 5:22
12. "Everybody Wants Some!!" (Anthony, Roth, Van Halen, Van Halen) – 5:10
13. "Dance the Night Away" (Anthony, Roth, Van Halen, Van Halen) – 3:10
14. "Ain’t Talkin’ ’Bout Love" [live] (Anthony, Roth, Van Halen, Van Halen) – 4:43
15. "Panama" [live] (Anthony, Roth, Van Halen, Van Halen) – 6:39
16. "Jump" [live] (Anthony, Roth, Van Halen, Van Halen) – 4:20